# Shenzhangtang (sockenhuvudort i Kina, Hunan Sheng, lat 25,36, long 111,60)
Shenzhangtang (kinesiska: 审章塘) är en sockenhuvudort i Kina. Den ligger i provinsen Hunan, i den södra delen av landet, omkring 340 kilometer sydväst om provinshuvudstaden Changsha. Antalet invånare är 12 033. Befolkningen består av 5 472 kvinnor och 6 561 män. Barn under 15 år utgör 24,0 %, vuxna 15-64 år 65 %, och äldre över 65 år 10,0 %.
Runt Shenzhangtang är det ganska tätbefolkat, med 239 invånare per kvadratkilometer. Närmaste större samhälle är Xianglinpuzhen, 4,8 km väster om Shenzhangtang. I omgivningarna runt Shenzhangtang växer huvudsakligen savannskog.
Genomsnittlig årsnederbörd är 2 044 millimeter. Den regnigaste månaden är maj, med i genomsnitt 302 mm nederbörd, och den torraste är oktober, med 49 mm nederbörd.